# Ogün Altıparmak
Ogün Altıparmak (Adapazarı, 10 novembre 1938 – Istanbul, 2 febbraio 2025) è stato un calciatore turco, di ruolo attaccante. Il figlio Batur ne seguì le orme, divenendo anch'egli un calciatore professionista.

## Carriera

### Club
Altıparmak iniziò la carriera nel Karşıyaka, club con cui disputò sette stagioni nella massima serie turca.
Nel 1963 passò al Fenerbahçe, club in cui nella sua intera sua militanza, dal 1963 al 1971, vinse quattro campionati, una coppa nazionale e una Coppa del Presidente (questa ottenuta senza giocare dato che la squadra vinse sia il campionato che la coppa). Nella stagione d'esordio con i Canarini gialli raggiunse i quarti di finale della Coppa delle Coppe 1963-1964, venendo eliminato con i suoi dagli ungheresi del MTK Budapest, futuri finalisti perdenti della competizione.
Nel 1967 vinse la Coppa dei Balcani, nella cui vittoriosa finale di spareggio contro l'AEK Atene del 30 maggio segnò una doppietta.
Nel 1968 si trasferì in America, ingaggiato dagli statunitensi dei Washington Whips, con cui chiuse la stagione al secondo posto della Atlantic Division.
Terminata l'esperienza americana tornò al Fenerbahçe, club nel quale chiuse la carriera agonistica nel 1971. Nella stagione 1970-1971 vinse il titolo di capocannoniere stagionale con 16 reti segnate. Con il club di Istanbul giocò inoltre 8 incontri di Coppa dei Campioni, ottenendo come miglior risultato il raggiungimento degli ottavi di finale nell'edizione 1968-1969, dopo aver eliminato al primo turno i campioni inglesi del Manchester City.

### Nazionale
Altıparmak giocò dal 1961 al 1968 32 incontri con la nazionale turca, segnando 6 reti e indossando la fascia da capitano in due occasioni.

## Statistiche

### Cronologia presenze e reti in nazionale
| Cronologia completa delle presenze e delle reti in nazionale ― Turchia | Cronologia completa delle presenze e delle reti in nazionale ― Turchia | Cronologia completa delle presenze e delle reti in nazionale ― Turchia | Cronologia completa delle presenze e delle reti in nazionale ― Turchia | Cronologia completa delle presenze e delle reti in nazionale ― Turchia | Cronologia completa delle presenze e delle reti in nazionale ― Turchia | Cronologia completa delle presenze e delle reti in nazionale ― Turchia | Cronologia completa delle presenze e delle reti in nazionale ― Turchia |
| Data                                                                   | Città                                                                  | In casa                                                                | Risultato                                                              | Ospiti                                                                 | Competizione                                                           | Reti                                                                   | Note                                                                   |
| ---------------------------------------------------------------------- | ---------------------------------------------------------------------- | ---------------------------------------------------------------------- | ---------------------------------------------------------------------- | ---------------------------------------------------------------------- | ---------------------------------------------------------------------- | ---------------------------------------------------------------------- | ---------------------------------------------------------------------- |
| 8-10-1961                                                              | Bucarest                                                               | Romania                                                                | 4 – 0                                                                  | Turchia                                                                | Amichevole                                                             | -                                                                      |                                                                        |
| 18-10-1961                                                             | Ankara                                                                 | Turchia                                                                | 1 – 0                                                                  | Israele                                                                | Amichevole                                                             | -                                                                      |                                                                        |
| 12-11-1961                                                             | Istanbul                                                               | Turchia                                                                | 1 – 2                                                                  | Unione Sovietica                                                       | Qual. Mondiali 1962                                                    | -                                                                      |                                                                        |
| 29-4-1962                                                              | Budapest                                                               | Ungheria                                                               | 2 – 1                                                                  | Turchia                                                                | Amichevole                                                             | -                                                                      |                                                                        |
| 25-11-1962                                                             | Ramat Gan                                                              | Israele                                                                | 0 – 2                                                                  | Turchia                                                                | Amichevole                                                             | -                                                                      | 46’                                                                    |
| 12-12-1962                                                             | Istanbul                                                               | Turchia                                                                | 1 – 1                                                                  | Danimarca                                                              | Amichevole                                                             | -                                                                      |                                                                        |
| 16-12-1962                                                             | Addis Abeba                                                            | Etiopia                                                                | 0 – 0                                                                  | Turchia                                                                | Amichevole                                                             | -                                                                      |                                                                        |
| 27-3-1963                                                              | Istanbul                                                               | Turchia                                                                | 0 – 1                                                                  | Italia                                                                 | Qual. Euro 1964                                                        | -                                                                      |                                                                        |
| 27-9-1964                                                              | Istanbul                                                               | Turchia                                                                | 2 – 3                                                                  | Polonia                                                                | Amichevole                                                             | -                                                                      |                                                                        |
| 1-11-1964                                                              | Ankara                                                                 | Turchia                                                                | 4 – 1                                                                  | Tunisia                                                                | Amichevole                                                             | -                                                                      | 65’                                                                    |
| 9-5-1965                                                               | Sofia                                                                  | Bulgaria                                                               | 4 – 1                                                                  | Turchia                                                                | Amichevole                                                             | -                                                                      |                                                                        |
| 21-7-1965                                                              | Teheran                                                                | Pakistan                                                               | 1 – 3                                                                  | Turchia                                                                | Amichevole                                                             | 2                                                                      | Cap.                                                                   |
| 25-7-1965                                                              | Teheran                                                                | Iran                                                                   | 0 – 0                                                                  | Turchia                                                                | Amichevole                                                             | -                                                                      | Cap.                                                                   |
| 9-10-1965                                                              | Istanbul                                                               | Turchia                                                                | 0 – 6                                                                  | Cecoslovacchia                                                         | Qual. Mondiali 1966                                                    | -                                                                      |                                                                        |
| 23-10-1965                                                             | Ankara                                                                 | Turchia                                                                | 2 – 1                                                                  | Romania                                                                | Qual. Mondiali 1966                                                    | -                                                                      |                                                                        |
| 21-11-1965                                                             | Brno                                                                   | Cecoslovacchia                                                         | 3 – 1                                                                  | Turchia                                                                | Qual. Mondiali 1966                                                    | -                                                                      |                                                                        |
| 16-3-1966                                                              | Teheran                                                                | Iran                                                                   | 0 – 0                                                                  | Turchia                                                                | Amichevole                                                             | -                                                                      |                                                                        |
| 30-5-1966                                                              | Copenaghen                                                             | Danimarca                                                              | 0 – 0                                                                  | Turchia                                                                | Amichevole                                                             | -                                                                      |                                                                        |
| 16-10-1966                                                             | Mosca                                                                  | Unione Sovietica                                                       | 0 – 2                                                                  | Turchia                                                                | Amichevole                                                             | -                                                                      | 77’                                                                    |
| 16-11-1966                                                             | Dublino                                                                | Irlanda                                                                | 2 – 1                                                                  | Turchia                                                                | Qual. Euro 1968                                                        | 1                                                                      |                                                                        |
| 22-1-1967                                                              | Tunisi                                                                 | Tunisia                                                                | 0 – 0                                                                  | Turchia                                                                | Amichevole                                                             | -                                                                      |                                                                        |
| 1°-2-1967                                                              | Istanbul                                                               | Turchia                                                                | 0 – 0                                                                  | Spagna                                                                 | Qual. Euro 1968                                                        | -                                                                      |                                                                        |
| 22-2-1967                                                              | Ankara                                                                 | Turchia                                                                | 2 – 1                                                                  | Irlanda                                                                | Qual. Euro 1968                                                        | 1                                                                      |                                                                        |
| 31-5-1967                                                              | Bilbao                                                                 | Spagna                                                                 | 2 – 0                                                                  | Turchia                                                                | Qual. Euro 1968                                                        | -                                                                      |                                                                        |
| 18-6-1967                                                              | Bratislava                                                             | Cecoslovacchia                                                         | 3 – 0                                                                  | Turchia                                                                | Qual. Euro 1968                                                        | -                                                                      |                                                                        |
| 15-11-1967                                                             | Ankara                                                                 | Turchia                                                                | 0 – 0                                                                  | Cecoslovacchia                                                         | Qual. Euro 1968                                                        | -                                                                      |                                                                        |
| 26-11-1967                                                             | Dacca                                                                  | Iran                                                                   | 0 – 1                                                                  | Turchia                                                                | Amichevole                                                             | -                                                                      |                                                                        |
| 28-11-1967                                                             | Dacca                                                                  | Pakistan                                                               | 4 – 7                                                                  | Turchia                                                                | Amichevole                                                             | 1                                                                      | Uscita                                                                 |
| 13-3-1968                                                              | Smirne                                                                 | Turchia                                                                | 0 – 0                                                                  | Tunisia                                                                | Amichevole                                                             | -                                                                      |                                                                        |
| 24-4-1968                                                              | Chorzów                                                                | Polonia                                                                | 8 – 0                                                                  | Turchia                                                                | Amichevole                                                             | -                                                                      |                                                                        |
| 23-10-1968                                                             | Belfast                                                                | Irlanda del Nord                                                       | 4 – 1                                                                  | Turchia                                                                | Qual. Mondiali 1970                                                    | 1                                                                      |                                                                        |
| 11-12-1968                                                             | Istanbul                                                               | Turchia                                                                | 0 – 3                                                                  | Irlanda del Nord                                                       | Qual. Mondiali 1970                                                    | -                                                                      |                                                                        |
| Totale                                                                 |                                                                        | Presenze                                                               | 32                                                                     |                                                                        | Reti                                                                   | 6                                                                      |                                                                        |

## Palmarès

### Club

#### Competizioni nazionali
- Campionato turco: 4

Fenerbahçe: 1963-1964, 1964-1965, 1967-1968, 1969-1970
- Coppa di Turchia: 1

Fenerbahçe: 1967-1968
- Supercoppa di Turchia: 1

Fenerbahçe: 1968

#### Competizioni internazionali
- Coppa dei Balcani (club): 1

Fenerbahçe: 1966-1967

### Individuale
- Capocannoniere del campionato turco: 1

1970-1971 (16 gol)